# Infernal Live Orgasm
Albums de Belphegor
Necrodaemon Terrorsathan
(2000) Lucifer Incestus
(2003)
Infernal Live Orgasm est un album live du groupe de black metal autrichien Belphegor. Il s'agit du premier album que le groupe sort en live. L'album est sorti le 2 avril 2002 sous le label Phallelujah Productions, le label fondé par le groupe lui-même.
Cependant, il faut noter le fait que la totalité des titres de l'album ne sont pas enregistrés en live. En effet, le titre Swarm of Rats, ainsi que les trois derniers titres ont été enregistrés en studio.
L'album a été enregistré pendant une tournée du groupe, la plupart des titres du concert proviennent de leur dernier album studio en date de l'époque, Necrodaemon Terrorsathan.

## Musiciens
- Helmuth - chant, guitare
- Sigurd - guitare
- Barth - basse
- Torturer - batterie

## Liste des morceaux
| No  | Titre                    | Durée |
| --- | ------------------------ | ----- |
| 1.  | March of the Dead        | 4:50  |
| 2.  | Purity Through Fire      | 3:02  |
| 3.  | Necrodaemon Terrorsathan | 4:37  |
| 4.  | The Last Supper          | 3:41  |
| 5.  | No Resurrection          | 3:23  |
| 6.  | Swarm of Rats            | 4:31  |
| 7.  | Diabolical Possession    | 4:59  |
| 8.  | Blackest Ecstasy         | 3:44  |
| 9.  | Requiem of Hell          | 4:18  |
| 10. | Der Untergang, Part 2    | 3:07  |
| 11. | Graves of Sorrow         | 5:44  |
| 12. | Hellbound                | 4:10  |